# المكتبة العامة والمحفوظات بتطوان
المكتبة العامة والمحفوظات بتطوان هي مكتبة تقع في تطوان في المغرب.
تعتبر المكتبة العامة والمحفوظات بمثابة مؤسسة ثقافية علمية تهدف إلى جمع، حفظ وصيانة أوعية المعلومات بأشكالها المتنوعة (التراث الثقافي، الإنساني والحضاري) هي إذن بمثابة الوجهة الثقافية للمنطقة الشمالية وكذلك المتنفس للطلبة والأساتذة بصفة خاصة وللباحثين وطالبي المعرفة بصفة عامة.
انطلقت إرهاصات تأسيس هذه المعلمة العلمية الثقافية سنة 1919م، حيث كوّن الجيش الإسباني مكتبة متنقّلة تضمّ كتب ومجلاّت، واستمرّت هذه المبادرة إلى أن كان التأسيس الرسمي لهذه المكتبة سنة 1939م، بعد ذلك عرّج على أهم الأحداث المتعلّقة بتاريخ هذه المكتبة مثل تأسيس مديرية المكتبات بطنجة سنة 1941م، وكانت مكلّفة بتدبير المكتبات الصغيرة الموجودة بمنطقة شمال المغرب، كما نهضت بوظيفة تقديم الإيداعات القانونية للإصدارت بنفس المنطقة.
تحتوي المكتبة على: طبق أرضي يضمّ الصحف والمجلاّت ثم بعده الطبق الأوّل مخصص للكتب العربية فالطبق الثاني ويقتصر على المؤلفات التي كتبت باللغات الأجنبية (الإسبانية، الفرنسية، الإنجليزية، الإيطالية)، وأخيرا الطبق الثالث الذي يضمّ الإدارة والقلب النابض للمكتبة إذ يحتوي على أثمن محفوظات هذه المؤسسة (الكتب النادرة، صور، مخطوطات، وثائق، مسكوكات، الخرائط، المطبوعات الحجرية).

## قسم الصحف والمجلاّت
يصل العدد الإجمالي للمجلدات به إلى 12962، وتضم هذه المجلدات مختلف الصحف التي كانت تصدر باللغة العربية خلال مرحلة الاستعمار الإسباني لشمال المغرب (1913-1956) بالإضافة إلى بعض الصحف العربية وتلك التي كانت تصدر بالمنطقة التابعة للاستعمار الفرنسي، كما يوجد بهذا القسم دوريات باللغات الأجنبية وعلى وجه الخصوص الإسبانية ثم الفرنسية ويصل عدد هذه الدوريات إلى أكثر من 4900.

## القسم المراجع العربية
ويضمّ القسم العربي ما يناهز 20,000 مرجع موزّع على مختلف التخصصات الأكاديمية، منها كتب قديمة لم تعد متوفرة في المكتبات التجارية.

## القسم المراجع الأجنبية
تتوفّر بهذا القسم مراجع بأربع لغات أجنبية هي الإسبانية، الفرنسية، الإنجليزية ثم الإيطالية. وقد صُنّفت تصنيفا عشريا.

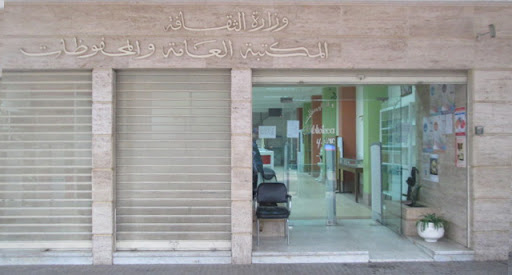
واجهة المكتبة العامة والمحفوظات بتطوان

-   عدد المراجع الأجنبية يقدّر بقرابة   18,000.

## الإدارة وقسم التراث التاريخي
يوجد بالطابق الثالث وفيه ثمانية شعب:
  شعبة الكتب النادرة: معظمها باللغة الإسبانية، وبعضها بالإيطالية، يغلب عليها تخصص التاريخ، عددها 1205 كتاب.
  شعبة الكتب العبرية: في هذه الشعبة نجد 423  كتاب.
  شعبة الخرائط: عددها 621، أقدم خريطة بها يعود تاريخ رسمها إلى 1683م، وتعنى هذه الخرائط بمناطق: تطوان، طنجة، المغرب، إسبانيا، شمال إفريقيا.
شعبة الصور: يحدّ التاريخ الذي تغطيّه هذه الصور بين سنة 1903 وسنة 1980.
عدد الصور يقدّر ب48,000 صورة، وهي مرقمنة جميعها، ومصنّفة بأسماء أصحابها الثلاثة: Garcia Cortes, Soviega, Calvache، يستطيع الباحثون الاطلاع على هذه الصور إلاّ أنّه يمنع استخراجها من المكتبة نظرا لأنّ قانون حماية حقوق الصور يفرض أن تمرّ سبعون سنة على وفاة صاحبها حتى تتمكّن المكتبة من وضعها تحت تصرّف الباحثين.
 شعبة المخطوطات: محفوظ بهذه الشعبة حوالي 2400 عنوان مجموعة في 1076 مجلّد، جميعها مرقمنة، أقدمها يعود إلى القرن الرابع الهجري العاشر الميلادي وهي رسالة في التصوف مصدرها الأندلس.
 شعبة المطبوعات الحجرية: يحصر عددها في 479 عنوان، طبعت في مدن: فاس، نيوديلهي، طهران.
  شعبة الوثائق: فيها حوالي 22447 وثيقة، وتتعلّق بفترة قبيل الحماية (المولى الحسن، المولى عبد العزيز، المولى عبد الحفيظ).
شعبة المسكوكات: تتشكّل من  1500قطعة نقدية (ذهبية وفضية).